# Жборівці
Жбо́рівці — село в Кольчинській селищній громаді Мукачівського району Закарпатської області України.
Перша згадка у 1600 році.
1744 — збудовано молитовний дім.
2004 — збудовано храм Святого Георгія.

## Населення
Згідно з переписом УРСР 1989 року чисельність наявного населення села становила 352 особи, з яких 183 чоловіки та 169 жінок.
За переписом населення України 2001 року в селі мешкали 334 особи.

### Мова
Розподіл населення за рідною мовою за даними перепису 2001 року:
| Мова       | Відсоток |
| ---------- | -------- |
| українська | 99,10 %  |
| білоруська | 0,30 %   |
| російська  | 0,30 %   |
| словацька  | 0,30 %   |

## Туристичні місця
- Кленовецькі озера;
- Храм Святих Петра і Павла;
- Базальтові стовпи. Унікальне природнє явище, яке утворилось багато тисяч років тому після виверження вулкана. Базальт має властивість набувати чітких геометричних форм, внаслідок розколу. У закарпатських стовпів переважає форма шестигранника, а розташовані вони майже паралельно до землі та мають довжину 40-50 сантиметрів. Загальна площа утворення базальтових стовпів понад 20 метрів у ширину та понад 5 у висоту.

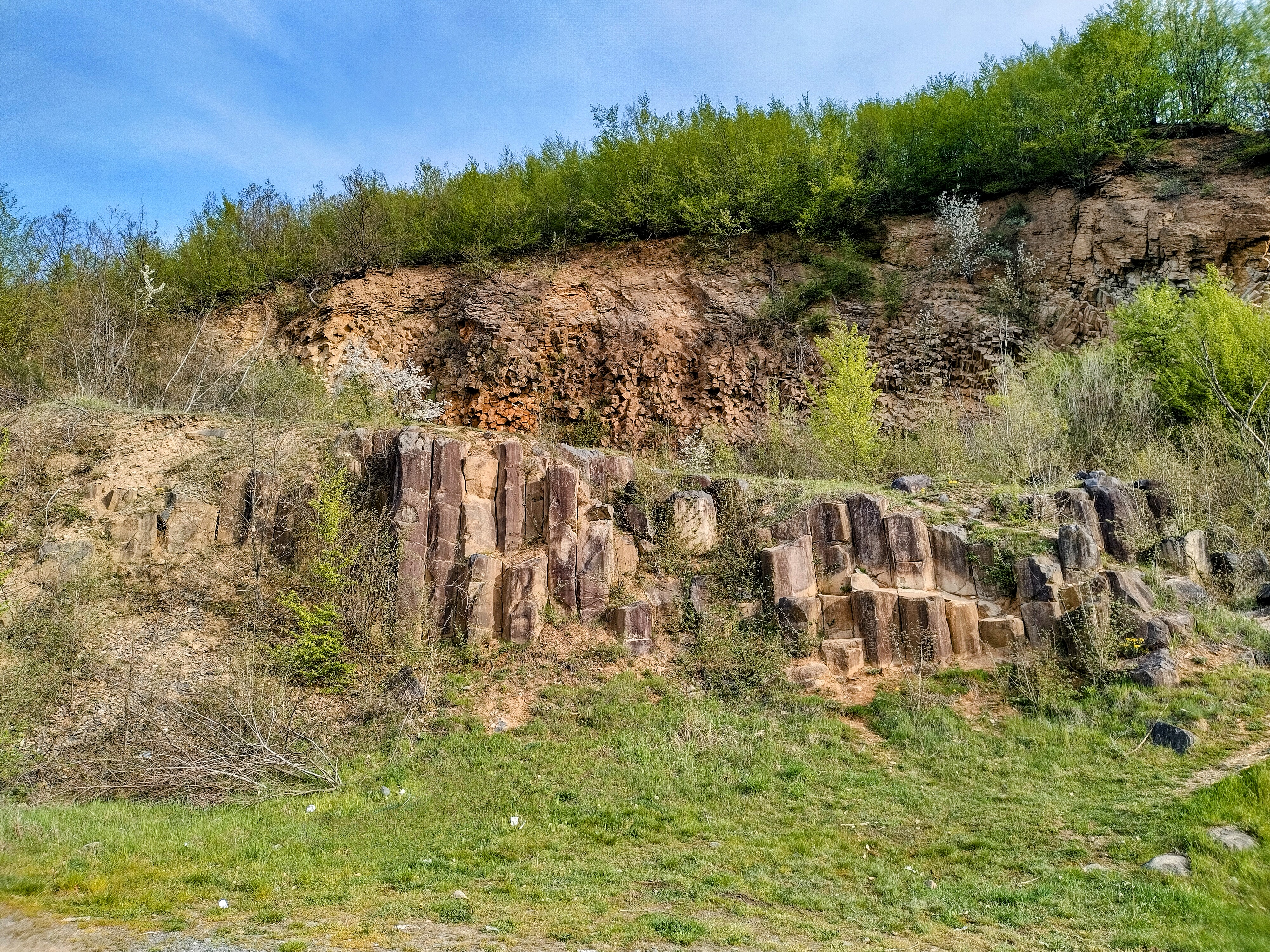